# Semanotus undatus
Semanotus undatus là một loài bọ cánh cứng trong họ Cerambycidae.

## Hình ảnh

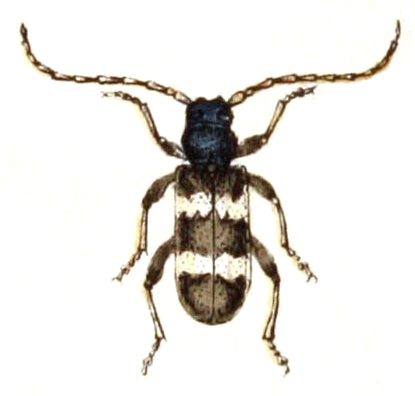